# John Fitzgerald
John Basil Fitzgerald (* 28. prosince 1960, Cummins) je bývalý australský tenista. Byl deblovým specialistou. V mužské čtyřhře byl světovou jedničkou (červenec 1991) a dosáhl na kariérní grand slam, když vyhrál jednou Australian open (1982), dvakrát French Open (1986, 1991), dvakrát Wimbledon (1989, 1991) a dvakrát US Open (1984, 1991). U dvou těchto vítězství mu asistoval český tenista Tomáš Šmíd. Čtyřikrát to byl Švéd Anders Järryd. Jednou krajan John Alexander. Dva grandslamové tituly vybojoval i v mixu, na US Open 1983 a ve Wimbledonu 1991, v obou případech mu stála po boku krajanka Elizabeth Smylieová. S Järrydem v roce 1991 vyhráli mužskou čtyřhru na Turnaji mistrů. Ve dvouhře se mu dařilo méně, jeho maximem na grandslamu bylo 4. kolo. Během své kariéry vydělal na turnajích 3,2 milionu dolarů. S australskou reprezentací dvakrát zdvihl nad hlavu Davisův pohár (1983, 1986), jeho bilance v této soutěži byla 19 výher, 14 proher. Později, v letech 2001 až 2010, byl nehrajícím kapitánem australského daviscupového týmu a přivedl ho k titulu v roce 2003. Zúčastnil se též olympijských her v Soulu roku 1988 a v Barceloně v roce 1992. V roce 1993 mu byl udělen Řád Austrálie.